# Атлантическая треска
Атланти́ческая треска́ (лат. Gadus morhua) — вид лучепёрых рыб семейства тресковых. Длина тела — до 1,8 м; в промысле преобладают рыбы длиной 40—80 см, в возрасте 3—10 лет. Спинных плавников — 3, анальных — 2, на подбородке небольшой мясистый усик. Окраска спины от зеленовато-оливковой до бурой с мелкими коричневыми крапинками, брюхо белое. Ценный промысловый вид.

## Ареал
Ареал трески охватывает умеренную область Атлантического океана, образуя несколько географических подвидов: арктическая, беломорская, балтийская и др. В восточной части Атлантики треска распространена от Бискайского залива до Баренцева моря и Шпицбергена; в западной — от мыса Хаттерас (Северная Каролина) до Гренландии.

## Биология
Треска встречается от прибрежной полосы до континентального шельфа, но в открытом море над большими глубинами редко. Нерестится раз в год. Её жизненный цикл привязан к морским течениям северной Атлантики.
Атлантическая треска размножается у берегов Норвегии, а откармливается в Баренцевом море и на мелководье у Шпицбергена. Основные нерестилища этой трески находятся у Лофотенских островов (Норвегия). Нерест происходит в марте — апреле на глубине до 100 м, на границе теплых вод Атлантики и более холодных вод фьордов. Оплодотворённые икринки подхватываются течением, которое несёт их на север. Вылупившиеся личинки питаются планктоном. Часть молоди с течением попадает к острову Медвежьему, но большое количество с Нордкапским течением приносится в Баренцево море. К июлю мальки, дрейфующие на север, достигают 72—73° с. ш., а дрейфующие на восток — Кольского меридиана (33° в. д.). В сентябре молодь достигает восточных районов Баренцева моря, где переходит к донному образу жизни. В первые два года жизни молодь трески питается мелкими ракообразными. С 3 лет треска становится хищником и начинает совершать заметные миграции. Основу питания трески Баренцева моря составляют три вида планктоноядных рыб — сельдь (как правило, молодь), мойва и сайка. Летом треска часто кормится рачками из семейства евфаузиевых; иногда поедает донную фауну, как правило, двустворчатых моллюсков, у которых откусывает вытягиваемые ими ноги. Питается также собственной молодью и более мелкими сородичами. В возрасте 8—9 лет, достигнув веса 3—4 кг, арктическая треска впервые идёт на нерест. Средний возраст полового созревания трески в Баренцевом море за период с 1946 г. по 2001 г. под влиянием промысла снизился с 11 лет до 6,2 лет. В сентябре — октябре она собирается в большие стаи и начинает миграцию обратно к Лофотенским островам. Этот путь, протяжённостью свыше 1500 км, она проходит за 5—6 месяцев со средней скоростью 7—8 км в сутки. Самки остаются на нерестилище несколько недель, вымётывая 2—3 порции икры; столько же остаются и самцы, оплодотворяя самок. Отнерестившиеся особи возвращаются к местам нагула, чтобы откормиться. Продолжительность жизни этой разновидности трески — до 20—25 лет.
Некоторые подвиды (беломорская, балтийская) трески приспособились к жизни в опреснённых морях, не совершают дальних миграций и созревают раньше, на 3—4 году жизни. Существуют две озёрные формы: в озере Могильном на острове Кильдин в Мурманской области (Gadus morhua kildinensis) и в озере Огак на Баффиновой Земле (Gadus ogac или Gadus morhua ogac) обитает треска, проникшая в эти озёра в то время, когда они ещё были соединены с морем. Сейчас верхний пятиметровый слой воды в этих озёрах пресный, а придонные слои отравлены сероводородом, и треска живёт в средних слоях, сохраняющих морскую солёную воду.

## Хозяйственное значение
Треска — одна из важнейших промысловых рыб. Её печень, массивная (весом в 1,3—2,2 кг) и богатая жиром (до 74 %), является источником рыбьего жира и сырьём для производства популярных консервов.

## Тресковые войны
2021 год «Арктическая тресковая война»: ЕС и Норвегия поссорились из-за промысла трески 
В связи с поэтапным расширением Исландией границ своей исключительной экономической зоны (с 4 до 200 морских миль вокруг острова) и закрытием рыболовства для других стран в этих богатых треской районах, между Великобританией и Исландией в 1952 году возник дипломатический конфликт, который в 1958—1976 годах неоднократно переходил в военную фазу; эти события получили название «тресковых войн».
В 1992 году правительство Канады объявило мораторий на ловлю трески, известный как тресковый кризис, который был вызван резким сокращением поголовья рыбы, грозившим её полным исчезновением. В июне 2024 года мораторий был отменён.

## В культуре
В Мурманске на главной площади города установлен памятник треске. Памятник этой рыбе есть и в Бергене.